# Veliki hramovi dinastije Chola
Veliki hramovi dinastije Chola (hindski jezik:कोणार्क सूर्य मंदिर) su hinduistički hramovi izgrađeni tijekom vladavine dinastije Chola, čije se Chola Carstvo (300. pr. Kr.-1279.) protezalo cijelom južnom Indijom i susjednim otocima. Tri velika hrama iz 11. i 12. stoljeća su upisani na UNESCO-ov popis mjesta svjetske baštine u Aziji i Oceaniji: 
- Brihadisvara hram u Thanjavuru,
- Šivin hram u Gangaikondacholisvaramu i
- Airavatesvara hram u Darasuramu.

Najprije je 1987. godine upisan hram Brihadeeswarar iz 11. stoljeća, kao prvi hram u svijetu koji je u potpunosti sagrađen od granita i jedan od najpoznatijih primjera cholanske hramske arhitekture. God. 2004., dodani su hram u Gangaikonda Cholapuramu i Airavatesvara hram u Darasuramu, na kojima je cholanska hramska arhitektura razvijena i usavršena. Npr. 53 metra visok viman (trapezasti toranj iznad svetišta) hrama u Gangaikondacholisvaramu ima udubljenja na uglovima i graciozno vijugavo kretanje prema gore, u kontrastu s ravnim i teškim tornjem hrama Brihadisvara, a Airavatesvara hram ima 24 metra sivok viman s visokom kamenom skulpturom Šive.

## Poveznice
- Indijska umjetnost
- Indijski hram

### Ostali projekti
|  | Zajednički poslužitelj ima još gradiva o temi Veliki živi Chola hramovi |